# U.S. National Championships 1881
Gli U.S. National Championships 1881 (conosciuti oggi come US Open) sono stati la 1ª edizione degli U.S. National Championships e seconda prova stagionale dello Slam per il 1881. Si è disputato al Newport Casino di Newport negli Stati Uniti.
Il singolare maschile è stato vinto dallo statunitense Richard Sears, che si è imposto sul connazionale William E. Glyn in tre set col punteggio di 6–0, 6–3, 6–2. Nel doppio maschile si sono imposti Clarence Clark e Frederick Winslow Taylor.

## Singolare maschile
Richard Sears ha battuto in finale  William E. Glyn con il punteggio di 6–0, 6–3, 6–2.

## Doppio maschile
Clarence Clark /  Frederick Winslow Taylor hanno battuto in finale  Alexander van Rensselaer /  Arthur Newbold con il punteggio di 6–5, 6–4, 6–5.